# Sorella di neve
Sorella di neve (Snøsøsteren)  è un film del 2024 diretto da Cecilie A. Mosli, tratto dal romanzo omonimo di Lisa Aisato e Maja Lunde.

## Trama
Julian, un ragazzo di quasi undici anni, dopo la perdita della sorella maggiore fatica a sentire la magia del Natale.

## Distribuzione
Il film è stato distribuito sulla piattaforma Netflix a partire dal 29 novembre 2024.